# Wirtschaft Eritreas
Die eritreische Wirtschaft wurde durch den Grenzkrieg mit Äthiopien von 1998 bis 2000 und durch eine mehrjährige Dürre stark geschädigt. Das Bruttoinlandsprodukt Eritreas lag Schätzungen zufolge im Jahr 2014 bei 3,858 Milliarden US-Dollar, das entspricht 755 US-Dollar pro Kopf. Genaue Angaben können nicht gemacht werden, da die Regierung prinzipiell keinerlei Wirtschaftsdaten beziehungsweise Haushaltspläne veröffentlicht. Somit gehört Eritrea zu den ärmsten Ländern der Welt. Die Inflation lag im gleichen Jahr bei 12 %. Die Außenverschuldung Eritreas lag 2006 bei 717,22 Millionen US-Dollar. Da die Regierung keine Wirtschaftsdaten veröffentlicht, sind viele Daten geschätzt.

## Landwirtschaft
In der Landwirtschaft sind etwa 80 % der Bevölkerung tätig. Gleichzeitig trägt die Landwirtschaft 23 % zum Bruttoinlandsprodukt bei. Die Ernteerträge sind stark vom Klima abhängig. Selbst in guten Erntejahren konnte Eritrea nicht mehr als 60 % der Bevölkerung ernähren. Angebaut werden hauptsächlich Kaffee, Hirse, Obst und Baumwolle. An den Küsten werden Garnelen, Hummer und Krebse gefangen. Die Fangmenge lag im Jahr 2006 bei 12.000 Tonnen.

## Bodenschätze
Das Land verfügt über bedeutende Bodenschätze. Dazu gehören Gold, Kupfer, Silber und Zink. Der Abbau dieser Bodenschätze erfolgt seit Ende 2010 durch ein eritreisch-kanadisches Konsortium. Des Weiteren besitzt das Land Baryt-, Feldspat- und Kaolinvorkommen. Die Baritvorkommen werden auf 1,4 Millionen Tonnen, die Feldspatvorkommen auf 200.000 Tonnen und die Kaolinvorkommen auf 2,5 Millionen Tonnen geschätzt. Einige weitere Bodenschätze sind Pottasche, Salz, Gips, Granit, Asbest und Marmor.

## Industrie
Die Industrie trägt 22 % zum Bruttoinlandsprodukt bei. Hiervon steuert allein die Bauindustrie 10 % zum Bruttoinlandsprodukt bei. Die Bauindustrie befindet sich fast ausschließlich in Staatsbesitz, nachdem im Jahr 2006 die private Bauindustrie verboten wurde. Ebenfalls in Staatsbesitz sind alle eritreischen Banken, obwohl 60 % der NICE-Anteile, bedingt durch die angestrebte Privatisierung, an eritreische Investoren verkauft wurden.

## Tourismus
Der Tourismus ist in Eritrea unbedeutend, da dieser Wirtschaftszweig bisher wenig entwickelt ist. Im Jahr 2006 wurden 78.000 Besucher gezählt, wobei 79 % Auslandseritreer waren. Die Einnahmen aus dem Tourismus betrugen im gleichen Jahr 60 Millionen US-Dollar.

## Außenhandel
Exportprodukte sind Nahrungsmittel, Vieh, Textilien und Industriegüter sowie Fisch, Blumen und Salz. Importiert werden hauptsächlich Maschinen, Fahrzeuge, Lebensmittel, Fertigerzeugnisse, Chemikalien und chemische Produkte. 2006 wurden Waren im Wert von 556,67 Millionen US-Dollar importiert und Waren im Wert von 68,43 Millionen US-Dollar exportiert, was zu einem erheblichen Handelsbilanzdefizit führte. Dieses bestand auch im Jahr 2017 weiterhin, denn es wurden Waren mit einem Wert von etwa 1,1 Milliarden US-Dollar importiert, aber lediglich 400 Millionen US-Dollar Exporterlöse erzielt.